# بيتر ماكوان
بيتر ماكوان (1830-1909) (بالإنجليزية: Peter MacOwan)‏ هو عالم نبات بريطاني.